# Varindra Tarzie Vittachi
Varindra Tarzie Vittachi, né le 23 septembre 1921 à Ceylan, Raj britannique et mort le 17 septembre 1993 à Chinnor dans l'Oxfordshire au Royaume-Uni, est un journaliste srilankais, haut fonctionnaire onusien.

## Biographie
Né sur l'île de Ceylan, alors territoire rattaché au Raj britannique, Aleya (sans crainte) Gamini Vittachi est l'aîné d'une famille de treize enfants et commence sa vie sur l'île. Son agilité le fait bientôt surnommer « Tarzan », abrégé en Tarzie. Il suit sa scolarité à l'université de Colombo.
Élevé dans la tradition bouddhiste, il rejoint la communauté subud en 1957 ; c'est au sein de cette communauté qu'il reçoit le nom de Varindra. Le leader Bapak en fait le porte-parole du mouvement en 1963, rôle qu'il conserve pendant près de trente ans non sans avoir plusieurs fois hésité à laisser sa place. Il est marié à trois reprises, et a quatre fils et une fille.
Il meurt au domicile de la fille Anuradha Armstrong, fille de sa dernière femme, Sarojini, des suites d'un cancer du foie. Ses quatre fils de ses mariages précédents, Roosman à New York City, Nury à Hong Kong, Adil à Londres et Imran à Paris, lui survivent également.

## Carrière

### Journalisme
Son amour des mots et sa soif de réponses le poussent inexorablement vers la carrière journalistique. À 32 ans, il entre au Ceylon Observer (en), le plus vieux journal d'Asie. Sous le pseudonyme de Flybynight, il fait rire la classe moyenne anglophone srilankaise, grâce à ses cartoons Jungle Stories. Il devient éditeur d'un journal srilankais, le Ceylon Daily News, dans les années 1950. Du fait de ses articles sans concession contre le pouvoir de Sirimavo Bandaranaike, il manque d'être emprisonné. En particulier, le fait qu'il reçoive le prix Ramon Magsaysay en 1959 pour son ouvrage Emergency '58, portant sur l'implication du gouvernement dans les émeutes raciales qui secouent le pays en 1958 (en) le rendent persona non grata.
Il est directeur pour le département « Asie » de l'International Press Institute entre 1960 et 1965 à Kuala Lumpur, puis entre à la Press Foundation of Asia (en) à Manille. Il quitte l'Asie pour Londres au milieu des années 1960 d'où il fournit en tant que correspondant permanent pour The Economist, la BBC et le Sunday Times des articles de grande qualité sur le Tiers Monde ; il rédige régulièrement des articles pour Newsweek. Il édite in temps son propre journal, The Asian, basé à Hong Kong.
Son style est salué comme étant simple, rappelant les paraboles. Une prose très efficace, toujours facile d'accès et sans accent empathique même sur des sujets très délicats. Il forme ou s'entoure d'autres journalistes de talent et de conviction, en particulier Oran Chopra[Qui ?], l'Indien NJ Nanporia, les Britanniques Jim Rose (en) et Harold Evans (en). Il est également reconnu comme un orateur hors pair, sachant mêler l'humour aux propos les plus importants.

### Implications internationales
Il prend fait et cause pour les journalistes qui subissent des intimidations ou sont emprisonnés partout dans le monde. Sa campagne de soutien pour Mochtar Lubis et Rosihan Anwar (en), emprisonnés par Sukarno, sera finalement payante.
Il est directeur du fonds des Nations unies pour la population entre 1975 et 1979. Il est directeur exécutif des affaires externes de l'Unicef entre 1980 et 1988 ; il fait inscrire sur la porte de son bureau son slogan, « Everything is about something else ». Il donne des cours de journalisme dans les universités en Inde et en Asie.